# Eudarcia defluescens
Eudarcia defluescens is een vlinder uit de familie van de Meessiidae. Deze soort is voor het eerst wetenschappelijk beschreven als Tinea defluescens door Edward Meyrick in een publicatie uit 1934.
De soort komt voor in Taiwan.